# Presidentvalet i Azerbajdzjan 2013
Presidentval hölls i Azerbajdzjan den 9 oktober 2013. Den sittande presidenten Ilham Alijev vann med 72,76%, en klar minskning jämfört med presidentvalet 2008, då han fick 87% av rösterna. Organisationer som OSSE har dock kritiserat valresultatet, och menar att valproceduren inte når upp till internationell standard.
Oppositionen leddes av Cemal Hassanli från Nationella rådet av demokratiska styrkor. Han hade enhälligt stöd från oppositionen, efter att den tidigare oppositionsledaren Rustam Ibragimbekov nekats presidentkandidatur på grund av sitt medborgarskap i Ryssland.

## Bakgrund
Alla de azeriska val som har stått under observation av OSSE har haft tillkortakommanden och ej nått upp till internationell standard. Det politiska läget i landet är allvarligt och försvarare av mänskliga rättigheter har kritiserat synen på de mänskliga rättigheterna i landet. Efter att ordföranden i Europarådets parlamentariska församling Jean-Claude Mignon besökt landet bad han dess myndigheter att respektera sina skyldigheter.
Den sittande presidenten Ilham Alijev hade suttit sedan 2003, då han efterträdde sin far Gejdar Alijev. I det senaste valet 2008 vann han med 87% av rösterna, i ett val som förkastats internationellt på grund av bland annat valfusk och trakasserier av oppositionella. Kritiker menar att detsamma gäller även för detta val, och att valfusket är utbrett. Mehman Alijev vid nyhetsbyrån Turan hävdar att Alijev enbart skulle få runt 25% i ett hederligt val. Valfusket har enligt honom bland annat gått ut på att mobilisera anställda i staten eller statskontrollerade företag att rösta på Alijev och se till att detta också görs genom att kräva fotobevis av valsedeln.

## Kandidater
Den 7 juni 2013 nominerade det Nya Azerbajdzjanska partiet den sittande presidenten Ilham Alijev som officiell presidentkandidat. Dramatikern Rustam Ibragimbekov valdes till det nyskapade partiet Nationella rådet av demokratiska styrkors oppositionsledare, och partiet sammanförde den huvudsakliga oppositionen för att tillsammans åstadkomma en "fredlig övergång till demokrati." Ibragimbekov förnekades dock registrering till den centrala valkommittén eftersom han är medborgare både i Azerbajdzjan och Ryssland.
I mitten av augusti valde den enade oppositionen historikern Camil Hassanli som kandidat. 28 september bad han om röster för att kunna "avsluta Azerbajdzjans enfamiljsdiktatur". Dagen innan valet klargjorde han att hans mål är att avsluta "Alijevs 20-åriga dynasti av vanstyre och återupprätta Azerbajdzjansk demokrati."